# Taekwondo
Taekwondo je korejska borilačka vještina nastala 40-ih godina dvadesetog stoljeća spajanjem različitih vještina koje su se vježbale u to vrijeme. Njezino ime dolazi iz riječi Tae (태, hanja 跆), što znači udariti nogom, Kwon (권, hanja 拳), što znači udariti rukom i Do (도, hanja 道), što znači put. Taekwondo je udaračka vještina koju odlikuju atraktivne nožne tehnike i brzina. Danas se taekwondo smatra jednom od najpopularnijih borilačkih vještina i sportova, a broj vježbača u svijetu se procjenjuje na više od 100 milijuna.

## Povijest
Povijest borilačkih vještina u Koreji vrlo je duga. Najstariji dokazi su kipovi i slike pronađeni u grobnici dinastije Muyong Chong (oko 3. stoljeća pr. Kr.) koje prikazuju ratnike u borbenim pozama. U to doba, Koreja je bila podijeljena na tri kraljevstva: Silla, Koguryo i Paekje. Sva tri kraljevstva su imala jake vojske (u Koguryo zvanih "SonBae", u Silla "Hwarang") koje su izučavale vještinu nenaoružane borbe. U to vrijeme, vještina se zvala HwaRang-Sul ili SuBak / SooBakh-Do /.
Subak se razvio u vještinu taekkyon ( izgovor:  tekjon ), koja se često koristila na vojnim demonstracijama, i na turnirima na kojima su se ratnici mogli dokazati u međusobnom nadmetanju. To posebno dolazi do izražaja za vrijeme dinastije Koryo (918. – 1392.), koja ujedinjuje tri kraljevstva, i kada se natjecanja u taekkyonu koriste u svrhu pronalaženja talentiranih novih vojnika ili čak promaknuća vojnika u časnike. Kroz stoljeća, taekkyon razvija mnogo specifičnih nožnih tehnika. Za vrijeme dinastije Joseon, konfucijanizam zamjenjuje budizam kao službena religija, i društvo postaje manje fokusirano na ratovanje i viši društveni slojevi počinju se više baviti poezijom i glazbom. Shodno tome, taekkyon postaje zanimacija nižih društvenih slojeva i preživljava kao narodna igra sve do početka 20. stoljeća.
Za vrijeme japanske okupacije Koreje, sve su borilačke vještine bile strogo zabranjene i taekkyon praktički izumire. Mnogo Korejaca putuje u Japan na studij i tamo se upoznaje s vještinama  ju-do, karate-do, aikido. Po završetku Drugog svjetskog rata i japanske okupacije, vraćaju se u Koreju i otvaraju škole borilačkih vještina, korejski "Moo-Sool" izgovor MuSul = ratnička umjetnost podijeljene na pretežito udaračke Tang-Soo-Do; Soo-Bakh-Do ili više hvatačke YU-DO korejski ĐUDO ili JUDO, odnosno miješane hvatačko-udaračke HAP-KI-DO pod utjecajem AIKIDO-a iz Japana.
Ideogram izvorno kineski isti je Wu-Shu ( vu-šu), Moo-Sul ( mu-sul) i Bu-Jutsu ( bu-đucu) za izraz "ratnička umjetnost-umijeće", ili uz dodatak DO ratnički put: BU-DO japanski, MOO-DO korejski i WU-DAO kineski; Kineski sustav danas je WU-SHU s 12 grana ratničkih umjetnosti, prikazanih kao demo-sustav na Olimpijskim igrama u Pekingu 2008. te Svjetskim igrama borilačkih sportova i vještina, Peking-Kina 2010. i Petrograd-Rusija 2013. ( GAISF/AGFIS SportAccoerd "World Games Combat Sports" ).
Neke od poznatih škola iz ovog razdoblja su Moo-Duk-Kwan, Chung Do Kwan, Oh Do Kwan, Ji Do Kwan (9 udaračkih "kwan"-ova ili škola). Škole nisu bile povezane, a vještina koju su podučavali (uglavnom varijacije okinavljanskog To-De sustava, kasnije nazvan Karate-Do) se nazivala raznim imenima: kong soo do, tang soo do, tae soo do itd. Kroz utjecaj taekkyona, vještina poprima mnoge specifične nožne tehnike, ali se još uvijek podučava pod različitim imenima, s različitim formama, zvanjima koja nisu ujednačena itd.
Među osnivačima škola javlja se želja za objedinjavanjem njihovih stilova u jedinstvenu korejsku borilačku udaračku vještinu. Nova se vještina isprva naziva Tang-Soo-Do, pa Tae-Soo-Do; Počinje proces zajedničkog rada udaračkih kwan-ova i osnovano je udruženje Korea Tae-Soo-Do Dae-Han (Association) 1961. kao prva udružena organizacija, koja 1965. mijenja ime u Korea Tae-Kwon-Do Dae-Han (Association), naziv koji nosi i danas, a danas se piše se skupa TaeKwonDo i izgovara TEKVONDO s naglaskom na drugom O. 
Navodno je ime TaeKwonDo prvi puta predložio jedan suradnik generala Choi-Hong-Hi-ja 1955.g. ali nije tada prihvaćeno, nego tek 1965. kada je general Choi Hong Hi postao predsjednik Korea Tae-Soo-Do Dae-Han i ime odmah promijenio u TaeKwon-Do, te iskoristivši vojnu moć praktično nametnuo svoj stil "Oh-Do-Kwan" i praktički zabranio ostale stilove, koji su "preživjeli" u inozemstvu, najviše u Americi i zanimljivo u Japanu gdje su Korejci najveća nacionalna manjina, pod nazivima Tang-Soo-Do, Han-Moo-Do, Kuk-Sool-Won, Tae-Kuk-Sul, Hapkido i drugi.

## Svjetske organizacije TaeKwoDo sustava
U razdoblju od 1945. do 1955. razvilo se u Koreji više smjerova i interesa za ratničke ili borilačke umjetnosti (Moo-Sul; musul), u 4 glavna pravca: 
1. YU-DO pretežito hvatački sustav, korejski JUDO (đudo) s integriranim Goshin-Jutsu i Ju-Jutsu;
2. TANG-SOO-DO / SOO-BAKH-DO ili KONG-SOO-DO pretežno udarački sustav, korejski TAE-SOO-DO KARATE-DO, pod utjecajem japanskih karate-do škola (ryu);
3. KUM-DO ili KUMDO, derivat japanskog sustava KENDO, mačevanje bambusovim štapovima "shi-nai" u oklopima, te IAIDO vještina mača;
4. HAPKI-DO ili HAPKIDO, umjetnost kooordinirane KI-energije i vrtložnih kretnji, derivat japanskog sustava AIKIDO; ideogram je isti za hapkido i aikido. Razvilo se mnogo hapkido škola. Stil za vojno-policijske potrebe nazvan je "Teuk-Gong MuSul".
Kako su u staroj Koreji bili u prošlosti razvijeni sustavi borenja pretežno udarcima nogama, osobito iz skoka i u letu, osnivači svih korejskih udaračkih stilova-škola ( kwan ) preferirali su noge, za razliku od japanskog karate-do sustava ( ryu=stil, škola ) koji je u to vrijeme preferirao pravocrtne udarce rukama; Čak su održani susreti korejskih i japanskih praktikanata u Koreji i Japanu, više u propagandne svrhe, pa i "susret timova" Koreje i Japana u sistemu "karate-do".
Korejci su utjecali na japanski karate-do, osobito škola Kyoku-Shin-Kai-Kan-Do koju je osnovao Koreanac Choi-Yeung-Eui i japanizirao ime u Mashutatsu Oyama, a inače je izvorno trenirao Moo-Duk-Kwan Soo-Bakh-Do ( osnivač velemajstor Hwang-Kee ).
Najbrojnija nacionalna manjina u Japanu su potomci doseljenika i radnika iz Koreje, MuSul i TaeKwonDo masovniji su nego Karate-Do,
jer japanski nacionalni sustav borenja je ipak Ju-Do, koji je obvezan u svim školama kao sustav tjelovježbe i samokontrole.
Korea Athletic Association (Korejsko udruženje za tjelovježbe-atletiku; državno tijelo) kao službenu organizaciju 1955 registriralo je Korea TangSooDo DaeHan; 1961 do 1965 mijenja ime u Koreaa TaeSooDo DaeHan, a 1965 u Korea TaeKwonDo DaeHan (Association). 
Korea Athletic Association i korejsko ministarstvo obrazovanja proglasili su tek 1965. Tae-Kwon-Do korejskom nacionalnom ratničkom vještinom, još bez naznaka sportskih karakteristika.
Godinu dana kasnije 1966 instruktori iz 11 zemalja osnivaju ITF International TaeKwonDo Federation, koja biva primljena i u CISM ( Međunarodni savjet vojnih sportskih umijeća; Council International Sport Military Arts). U razdoblju 1959-1966 su korejski vojni instruktori pod nazivom taekwondo ( tekvondo ) prikazivali u azijskim zemljama način obuke golorukih umijeća borenja kakav je prakticiran u vojsci Južne Koreje; Prvi promotor tada je bio je Kim Bok Nam, kasnije najvišeg zvanja 11.DAN taekwondo, koji se preselio u USA i odvojio se i od ITF i od WTF.
Unatoč nastojanjima prve generacije majstora taekwondo-a koji su probali ujediniti taekwondo u jednu standardiziranu borilačku vještinu, to im nije u potpunosti uspjelo. Tek kad su u Koreji shvatili da treba krenuti u smjeru sporta, odlaskom Choi Hong Hi-ja u Kanadu, počinje nova era i opet se vraća starim kwan-ovima, te se u Koreji osniva edukacijski institut Kuk-Ki-Won ( 1972). Nastaje rascjep u tekvondou, podjela na Kuk-Ki-taekwondo, po KukKiWon institutu, koji je nastavno središte nove organizacije WTF - World TaeKwonDo Federation, osnovana 1973. ( ITF osnovana ranije 1966. ).
Kuk-Ki-Won je središnji edukacijski institut za podučavanje i registraciju isnstruktora, majstora, tehničkih zvanja i licenci za natjecanja ( neka vrsta Sportskog Univerziteta ). 
WTF odmah po osnivanju organizira 1. Svjetsko prvenstvo u Seulu 1973. g. te 2.SP 1975. na koje dolazi i ekipa iz bivše SFRJ. 
Ekipa Jugoslavije, svi članovi iz Hrvatske bila je 1974. na 1.SP verzije ITF u Kanadi; Nije bilo zaštitne opremme na ruku-nogu; 
Pravila natjecanja po verziji WTF ( taekwondo klasični način ) u borbama su sa zaštitom na tijelu - oklop ili pancir(ka), kao okvir od kože s umetcima od bambusa ili novije poliuretana, te u početku gola šaka i noga, po sistemu punog kontakta udarcima iznad pojasa, a bod je udarac koji izazove pomak iz ravnoteže udarenog borca. 
Kasnije su dodane meke tanke kožne rukavice za šaku i kožne meke tanke navlake na rist i stopalo ( nanožnice) te zaštita za podlaktice, potkoljenice i kaciga. Revoluciju su unijeli "elektronski" oklopi s dodirnim davačima ( dodirni - taktilni senzori ) u oklopu, te u navlakama za stopalo, koji bežično radiovalovima ( RF RadioFrequency ) signaliziraju pogodak i olakšavaju bodovanje i suđenje. Kako je nakon OI u Ateni taekwondo svrstan u za publiku neatraktivne sportove, u novije vrijeme traži se načine kako povećati zanimljivost za publiku, te uključivanje medija i sponzora-donatora, pa je uveden sustav više bodova za atraktivan udarac nogom u glavu ili iz okreta ili iz skoka, uvedena su tzv. tehnička natjecanja u sastavima-formama, te ekipni ( timski) sustav u 'kyorugy = borbe ( 5+1 u timu ) koji je promoviran na 2.World Games Combat Sports, Petersburg-Russia, u organizaciji SportAccord ( medijsko ime za GAISF-AGFIS ).
WTF ima 8 težinskih kategorija, a na Olimpijske igre ide s po dvije spojene kategorije, samo 4 muške i 4 ženske. Iz nepoznatih razloga nije u sustav natjecanja u početku ukomponirano natjecanje u izvođenju borilačkih sastava "Paterns" / Forme-Hyoong, izgovor hjung ili hjong /; ( ili Poomse novi WTF termin; Tull novi ITF termin ). I druge borilačke organizacije ( IF ) imaju svoje grane "Forme" ( Paterns).
WTF 1975. postaje IF ( International Sport Federation) član GAISF/ AGFIS Glavna skupština međunarodnih sportskih saveza - General Assembly - Association of International Sports Federation, a od 1980. i član IOC-MOK Međunarodnog olimopijskog odbora, te World Games No 1. ( Svjetske igre broj 1., tj. igre "neolimpijskih sportova" ); 1980. WTF je primljen u IOC na zasjedanju IOC u Moskvi. 1988. je TAEKWONDO demo-sport na Olimpijadi u Seulu - Koreja. Na OI Seul nastupa tekvondo ekipa bivše SFRJ, uz sponzortvo tvrtke COLON.
Osim u formama i pravilima sportske borbe, dva glavna stila ( grane ) taekwondoa se razlikuju i po nazivlju, te osnovnim tehnikama. Kukki-taekwondo se trenira u Južnoj Koreji, dok je u Sjevernoj Koreji prisutan zasad samo ITF taekwondo verzija s Chang Hon formama ( tek od 1980.). KukKiWon institut osnovan je 1972. u J. Koreji. Taekwondo u DPRK dolazi tek 1980. prikazom na skupu emigranata, a dotle se je naziv Tang-Su i Kyok-Sul. Od 1983. instruktori iz DPRK odlaze širom svijeta, a na ITF SP u Budimpešti 1988. nastupa DPRK.
Kuk-Ki-Taekwondo je nastao kroz napore korejske organizacije za taekwondo ( KTA ) da objedine različite korejske udaralačke borilačke vještine. KukKiWon je stvoren 1972. godine, kao organizacija-institucija-edukacijska ustanova koja se brine o tehničkom dijelu taekwondoa i njegovom standardizacijom. Svjetska krovna organizacija WTF Wortld TaeKwonDo Federation ( Svjetski tekvondo savez), nastaje godinu poslije, 1973., i danas je KTA samo jedna od članica WTF-e. Treba napomenuti da se WTF isključivo bavi organizacijom sporta tj. turnira i da se ne bavi izdavanjem certifikata za instruktore, tehničkih zvanja-pojaseva ( DAN majstorska tehnička zvanja) ili razvojem formi-sastava, za što je zadužena eduakcijska organizacija Institut Kuk-Ki-Won ( osnovan po uzoru na KODOKAN institut za judo, odnosno HOMBU-DOJO za aikido ). Za nastup na WTF turnirima i olimpijskim igrama potrebno je imati službenu potvrdu o zvanju, izdanu od Kukkiwona, a dodatno za neke turnire i posebnu A ili G licencu za sportaše.
ITF International TaeKwon-Do Federation je nešto starija organizacija, koja je osanovana uz predstavnike 11 zemalja i prvi predsjednik je general Choi Hong Hi 1966.  General Choi Hong Hi je uspio nametnuti svoj isključivi stil Oh Do Kwan i sustav formi Chang Hoon, kao jedini "Ortodoksni" ( pravi), što je izazivalo otpor kako u Koreji još više kod instruktora izvan Koreje. Tako je napustio Korea Taekwondo Association i premjestio sjedište ITF-e u Kanadu; reakcija je otpor, u Koreji je osnovana WTF 1973. 
ITF od 1966. sam izdaje potvrde-certifikate o zvanjima i organizira međunarodne turnire. WTF certifikate izdaje Kuk-Ki-Won (1972).
Nakon smrti generala Choi Hong Hi-ja ( 2002), ITF se dijeli na tri konvergentne-ravnoravne-usporedne organizacije, sjevernokorejski ITF koji vodi Chang Ung predstavnik DPRK u IOC-u, tzv. ITF Wienna "bečki" ITF, ITF Rome "rimski" predsjednik Pablo Trajtenberg ( prije pok.Tran poginuo u potresu Haiti) i "montrealski" ITF-Orhodox predsjednik sin osnivača Choi Jung Hwa ( ova verzija dobila je u J.Koreji sljedništvo ITF-e iz 1966. ). Te tri organizacije tvrdile su da su prave nasljednice Choi-eve ITF-e. Dodatak uz verziju je prema gradovima u kojima su održani kongresi po "razlazu" ( Rim, Beč, Monteal ).  
U međuvremenu u Južnoj Koreji je 2010. održano SP ITF-e verzije ITF-Orthodox ( Choi Jung Hwa) i zajednički ITF-WTF World TaeKwonDo Festival, kao aktivnost "približavanja". 
Međutim nakon toga opet u Koreji nastaje frakcija koja se naziva "originalni tekvondo" kroz ITF-HQ i ITF-1955 ( 1955. se prvi put spominje ime taekwondo, prihvaćeno tek 1965. ). S druge strane je "zatvorenost" DPRK - Sjeverne Koreje, upitna je budućnost te frakcije koja se razvija tek od 1983. ( tada je demo-ekipa od 16 instruktora iz DPRK gostovala u 10 gradova bivše Jugoslavije i u Mađarskoj ).
U ovom trenutku je budućnost frakcija ITF-e upitna. ITF-instruktori svih frakcija vježbaju "vještinu" ( Martial Arts ), na turnire idu sve više po sportskim pravilima v.WTF, american-boxing ili kick-boxing i savate "french foot-boxing" ( savate-assaut i savate-forme ). 
Otkako je taekwondo borba po WTF pravilima postala olimpijska disciplina, kukki-taekwondo je prilično ojačao jer su mnogi borci prešli na kukki-taekwondo kako bi imali pravo nastupa na olimpijskim igrama. To je jedan od razloga zašto je kukki-taekwondo danas daleko najpopularniji stil taekwondoa. Treba reći kako je po broju zemalja koje priznaju WTF taekwondo sport broj 2 odmah iza nogometa, no po broju registriranih natjecatelja je sedmi jer ne mogu se svi vježbači-praktikanti i natjecati kao u nogometu. 
Posljednja želja generala Choi Hong Hi-ja, konačno ujedinjenje taekwondoa, mogla bi se ostvariti jer WTF i frakcije ITF trenutno vode razgovore o ujedinjenju i ujednačavanju tehničkih razlika, no mala je vjerojatnost jer frakcije ITF su bliže konceptu "Martial Arts", a WTF konceptu "World Combat Sport". 
Zanimljivo bi bilo kada bi WTF uveo drugu granu sportskog borenja, kao neolimpijsku: olimpijski ili klasični stil, i slobodni ili otvoreni stil; tehničke sastave ili forme: tehničke, oružjem, kreativne uz glazbu; samoobrane Hosin-Sul. Nešto se u tom smjeru proba: na 2.Svjetskim igrama borilačkih sportova WTF je promovirao natjecanja ekipa država u borbama ( 5+1 član tima).  
WTF sada ima i međunarodne tehnička prvenstva - forme i kreativne forme uz ritam glazbe.? 
Taekwondo isključivosti dovele su do nastanka "modernih" varijanti borenja tzv. "American Free-Style Karate & KickBoxing", "American Free Foot-Fighting" koji uzimaju tehniku i forme iz taekwondoa, a i japanski karate-do je "preuzeo" tehniku i zaštitu od ITF-e ... WTF ne bi ništa izgubio, samo dobio na dodatnoj masovnosti jer objektivno: karate-do, kickboxing, ju-jitsu, savate, muai-thai su nakon XX. stoljeća gotovo isti kao raniji ITF-taekwondo i od njega su preuzeli ( kopirali )  velik dio tehnike, metodlogiju treninga, a neki i zaštitnu opremu na ruke i noge ( sadašnji karate-do i ju-jutsu ... oprema je kao prvotna Jhoon-Rhee: Safe-T-Kick, Safe-T-Hand ).
Osim WTF grane i velike konvergentne grupe organizacija ( verzija-frakcija ) ITF-e, postoje i mnoge druge, poput AIMAA, ITA, TAGB, ATA itd., ali nijedna od njih nema širi međunarodni značaj, osim možda AIMAA - Action International Martial Arts Association, promotor He Il Cho ( HI IL ČO ), koji jednako promovira ITF i WTF, te od 1988. priređuje Otvoreno SP, tzv. OPEN TAEKWONDO.

## Taekwondo u Hrvatskoj
Taekwondo se u Hrvatskoj prvi put pojavljuje 1961. u Rijeci, kada Dušan Kružić donosi vještinu iz Njemačke, ali se ubrzo i gasi, jer se Dušan Kružić vraća u Njemačku. Dušan Kružić osnovao je "1.Dojang" grupa vježbača aktivna u razdoblju 1961-1965. Dušan Kružić prvi je stekao zvanje majstora korejskog stila borenja iz bivše Jugoslavije, te diplomu instruktor "Korea Tae Soo Do Association (kor: Dae Han)"; 1964. dobiva od korejske organizacije KTA diplomu-certifikat "Međunarodni instruktor" (od 1966.g. za ITF - International Taekwon-Do Federation)
Dušan Kružić sredinom 60-tih XX.stoljeća vršio je prikaze "korejskog karatea" (Tae-Soo-Do / Tae-Kwon-Do) po Judo klubovima u Rijeci, Beogradu, Zagrebu i Ljubljani, zainteresiravši tako praktikante judo, ju-jutsu i karate-do za korejske borilačke stilove; izvor: knjiga DŽUDO od Konstantin Momirović, dio samoobrana.  
1965 Korea Tae-Soo-Do DaeHan se objedinjuje u Korea Tae-Kwon-Do Association, a diplomu "međunarodni instruktor taekwondo ITF" dobiva 1966. i ovlaštenje predstavnika za Jugoslaviju. U to vrijeme Kružić je često dolazio nazad, te se pod njegovim mentorstvom vježbalo u više dvorana u Rijeci, Kraljevici i Crikvenici. Iz tih prvih prve generacija su: Milo Gorup, Sandro Damiani, Branko Tomljanović, Branko Kuzmić, Ivica Mandekić, Anton Jurin, čuvena braća Karas, a na kontinentu Iljadica i dr. 
Certifikate i iskaznice po ovlaštenju "Jhoon Rhee Tae-Kwon-Do Institute" je Dušan Kružić dodjeljivao polaznicima njegovih seminara na kojima se inzistiralo na vještini, ne sportu; tako je u jednom karate biltenu bila izjava "korejski karate TAEKWONDO izrazito je grub i krvoločan ???" ( Alexandar Radović). 
Dušan Kružić utemeljio je grupu za vježbanje "1. DOJANG" ( prvi đođang korejskih borilačkih vještina - MuSul ).
Treneri: Kwak Chong Min, Jhoon Gee Rhee ( Đun Ri ), Mike Anderson ( Majk Anderson, osnivač WAKO ). 
Kružić je kasnije bio aktivan kao međunarodni sudac u kick-boxingu ( PKA, WMAA, WKA, WAKO ), TangSuDo-u ( WMTSDF Jae Jhoo Kim ) i savate-boxing-u ( AIBF-Savate, FIBF-Savate Federation Internatinale de BoxeFrancaise Savate, FISav-International Savate Federation ), a pratio je HapKiDo i TangSuDo kao samoobrane. 
U vrijeme Domovinskog rata utemeljio je Instruktažni centar za borilačke vještine s bazom na Velebitu kod naselja Ličke Oštarije, gdje su obučavani i kondicionirani pripadnici vojne policije, diverzanti, protudiverzanti i izviđači; 
U to vrijeme zapovjednik Vojne policije na Velebitu 1992. bio je njegov učenik Branko Kuzmić, zvan "Ninja iz Vinodola" (po događaju kada kada je u nindža maniri odnio "Mesopust lutku" spustivši se s vrha Hotela International u Crikvenici, što je čak završilo i na redovnom sudu, ali je tužba odbačena jer je to "narodni običaj").
Nakon Kružićevih prikaza korejski su stil trenirale grupe prve generacije u Beogradu i Zagrebu, te osnovani prvi klubovi u Rijeci, Kraljevici i Crikvenici; u obračunima japanskih i korejskih škola, korejske su proglašene ekspoziturom CIA-e i poslani su veliki računi za dvorane, te praktično i zabranjeni.
Sedam godina poslije, 1968., majstor Park Sun Jae (tada 5. DAN stupan) dolazi na poziv judo Džudo kluba "Kata" u Karlovcu Karlovac, i održava demonstraciju taekwondoa. Ubrzo zatim Božidar Podhraški i Nikola Pečko, koji već imaju zvanje majstora za japanski karate, stječu zvanje majstor 1. DAN za taekwondo, kao prvi crni pojasevi u taekwondou druge generacije u bivšoj Jugoslaviji, i slove kao osnivači taekwondoa u Hrvatskoj i bivšoj Jugoslaviji. 
Božo Podhraški je klub doslovce prodao Pečku i otišao u Italiju ( nakon 1971 - Hrvatskog proljeća), te tamo postao trener talijanske reprezentacije koju je vodio desetak godina; Kasnije se u Italiji počeo baviti Wu-Shu-om ( vu-šu; kineske ratničke vještine); osnivač je škole "Safira WuShu".
Danas u Hrvatskoj djeluje preko 250 taekwondo klubova u mnogim gradovima ( oko 160 WTF, te oko 90 u konvergentnim verzijama ITF-e). Hrvatski taekwondo je u Europi na dobrom glasu, zahvaljujući konstantnim uspjesima na međunarodnim natjecanjima kako u konvergentnim verzijama ITF, tako i u olimpijskoj verziji WTF. Dio klubova koji vježbaju taekwondo kao umijeće, nastupa u natjecanjima američkoog boksa ( kikboksing) kao kickboxing klubovi, te posebno u granama Point-Fighting i Light-Contact postižu izvrsne rezultate ( TK Rijeka i KBK Sušak, npr.). Od 1975. praktikanti tekvondo-tangsudo paralelno vježbaju francuski boks-sava't, a kako je u razdoblju 1980-1983. bila na snazi zabrana međunarodnih kontakata pod imenom taekwondo, nastupa se kao američki boks, tangsudo i savate;
SFKH odnosno SFKJ međunarodne kontakte zabranjuje u ex.SFRJ jer frakcije ITF tvrde da su frakcije WTF "špijunske" u korist J.Koreje (?).
Medalje u verziji WTF na Olimpijadi osvojile su Nataša Vezmar i Sandra Šarić, a na SP i EP Miet Filipović, Tomislav Miščančuk, Kristijan Kralj, Filip Grgić, Martina Zubčić itd. Nastupa nova generacija sestre Ana i Lucija Zaninović iz Splita. Objektivno, danas je ženski tekvondo u Hrvatskoj na svjetskoj razini, čemu je doprinjelo i angažiranje kao trenerea hrvatske juniorske pa ženske reprezentacije, instruktora iz Korejen ( Hong ); Ženski taekwondo u Hrvatskoj je visoke kvalitete, čak za "izvoz" pa naši instruktori uvježbavaju dvije nase sportašice koje nastupaju na Ol u Londunu, ali za Sloveniju jer im je jedan roditelj slovenskog porijekla.
Zanimljivo je reći kako je na 2.SP u verziji ITF naša ekipa bila treća u formama ( Kwang Gae 10. forma 5 izvođača ) 1978. u Oklahoma Citiju. Tada je Goran Šabić postao viceprvak svijeta u testu snage bočnim udarcem Yop-Chagi slomivši 8 dasaka. Svi članovi tima na SP v.ITF 1974 i 1978 bili su iz Hrvatske.
1985. je Petar Bašić postao svjetski prvak izvedbom forme Chung-Moo 9. forma, u verziji WMAA ( PKA ), a 1986. je Egon Mayer viceprvak svijeta na Open Championship All-Stylle, Otvoreno SP svih stilova ( v. WMAA - PKA ), a ekipno reprezentacija druga u borbama ( finale protiv Z. Njemake predano je jer su većina naših boraca bili povređeni iz prethodnih individulalnih i ekipnih borbi ) i četvrta u formama. U toj ekipi bili su: Egon Mayer, Dean Benčić, Milan Parlov, Petar Bašić, Mirko Skoko i njegov mlađi brat ( te rezerve ).
Na Svjetskom prvenstvu ITF-e u Budimpešti 1988 reprezentacija ex. SFRJ je prvak svijeta u borbama ekipno, a ponovno ekipno prva kao Hrvatska na SP ( sada v.ITF-Wienna ( predsjednik Chang Ung ) u Pyong Yangu 2011. eliminiravši ekipu DPRK Koreje. 
Livija Maduna je svjetska prvakinja u verziji ITF-Orthodox ( Choi Jung Hwa) na SP u Južnoj Koreji 2010.godine.
Ostali i noviji podaci mogu se vidjeti na URL-web adresama HTS, v.WTF, v.ITF-Wienna (= Chang Ung) i kod Akademija SemperFidelis za verziju ITF-Orthodox ( = Choi Jung Hwa). Predstavnici Hrvatske rijetko su u natjecanjima drugih verzija ( frakcija ) taekwondoa iz materijalnih razloga i krize. Frakcija v.ITF ( v.Wiena; Chang-Ung) od 2014. izučava paralelno WTF borbe i nastupa u borma "Kyorugi".
Neki taekwondo klubovi bili su uspješni na europskoj razini (Hrvatski klubovi osvajači i finalisti europskih ili svjetskih kupova).
Anto Nobilo je 2007. osnovao međunarodnu organizaciju profesionalnog taekwondoa pod nazivom Pro Taekwondo.

## Zvanja
Ne postoji potpuno ujedinjenje taekwondoa pod jednom krovnom organizacijom, zvanja izdana od jedne organizacije obično nisu prihvaćena u drugim organizacijama. Ipak, većina taekwondo sportaša posjeduje certifikaciju od Kukkiwon-a (središnji WTF institut za razvitak tekvondo-a) ili ITF-a ( nakon odlaska osnivača generala Choi Hong Hi-ja, nastaje KONVERGENCIJA u tri verzije v.ITF Orthodox Taekwondo Society predsjednik Choi Jung Hwa sin osnivača tzv. nasljedna verzija koju priznaje Vlada Republike Koreje, zajednički World TaeKwonDo Festival 2010 ITF-WTF u Koreji; v.ITF Wienna tzv.Sjevernokorejska predsjednik Chang Ung i u Europi Toni Nobilo iz Hrvatske; v.ITF Rome predsjednik Pablo Traitenberg biv.pok- Tran-poginuo u potresu Haiti; postoji još nekoliko frakcija kao AIMAA predsjednik He Il Cho korejanac iz Kalifornije koji je 1988 u Lester Cityiju u UKGB organizirao Open TaeKwonDo Champioshiops svih korejskih stilova; i tsl).
Taekwondo zvanja se dijele na deset učeničkih zvanja (keup-gup-kup) i deset majstorskih zvanja ( dan-DAN, u verziji ITF je sam 9 dan stupnjeva). Novi polaznici kreću od desetog zvanja keup-kup-gup (bijeli pojas), sve do majstorskih zvanja dan ( crni pojas ili tamnoplavi-dark blue). Točne boje pojaseva ovise o školi i federaciji, ali većina tzv. ITF škola se drži sljedećeg sustava:
- 10. i 9. kup: Bijeli pojas
- 8. i 7. kup: Žuti pojas
- 6. i 5. kup: Zeleni pojas
- 4. i 3. kup: Plavi pojas
- 2. i 1. kup: Crveni pojas
- 1. dan i viši: Crni pojas

WTF izvorno koristi tri žuta ili narandžasta pojasa, tri zelena, tri ili četiri crvena ( geup-gup-kup), te POOM  ( izgovor pum) juniorske majstorske pojaseve do 17 godina crveno-crne ( 1-2-3 poom ) i majstorske ( dan ) od 17 godina, i za seniore majstorski crni ili dark-blu ( DAN ). Većina škola također koristi pruge 5 cm uz kraj pojasa ( ili po sredini pojasa) da označi međustupnjeve. 
Tako u ITF rangiranju zeleni pojas označava 6. keup ( gup ), dok zeleni pojas s plavom prugom označava 5. keup, ili "viši zeleni pojas".
Zanimljivo je kako TSH v.WTF u Hrvatskoj je zadržao ITF rangiranje, nije preuzeo iz WTF sustava !?
Natjecanja u taekwondou su obično grupirana po zvanjima, tako da se polaznici bore s protivnicima sličnih mogućnosti, po pojasevima, po uzrastu, borbe-forme-samoobrana-razbijanja-skokovi. Osim individulnih postoje i ekipna natjecanja, ali rjeđe.

## Tehnike
Taekwondo se dijeli na pet sastavnih dijelova:
- Osnove ( Kibon )
- Forme ( Poomsae; Forms=Paterns, sastavi; u v.WTSDA Hyung ili v-ITF Tull ))
- Samoobrana ( Hosinsul; MuSul ))
- Lomljenje ( KyokPa )
- Borba ( v.WTF Kyorugi; v.ITF Daeryon)

Većina klubova se danas specijalizira za natjecateljski dio taekwondoa ( borbeni trening i vježbanje forma), no svi su dijelovi taekwondoa važni za postizanje majstorskih zvanja.

### Osnove
Na samom početku, trening taekwondoa je nalikovao treningu prvotnog japanskog karate-do sistema i sastojao se od vježbanja tradicionalnih stavova, blokova i udaraca. Danas se tradicionalnim tehnikama ne posvećuje mnogo vremena i u većini škola su ih zamijenile vježbe stalnog kretanja, istezanja, skokova uz vježbe na objektima ili lakim vrećama i s fokuserima.
Osnove taekwondoa dijele se na
- stavove (npr. jahaći stav - juchun seogi, prednji stav - ap kubi ili zadnji stav - dwit kubi),
- blokade (npr. gornja blokada - olgul makki ili donja blokada - arae makki),
- udarce rukom (npr. udarac šakom - jumok jirugi ili udarac vanjskim bridom dlana - sonnal chigi), te
- udarce nogom (npr. kružni udarac - dollyo chagi ili bočni udarac - yop chagi).

Cilj učenja osnova je razvijanje pravilne tehnike, korištenje cijelog tijela, i očuvanje tradicije taekwondoa.

### Forme / tehnički sastavi Hyung /
Forme ili tehnički sastavi "Paterns" ( Hyung; Tull; Pumse ) su koreografirane borbe protiv navale zamišljenog napadača koje vježbač izvodi sam s ciljem razvijanja ravnoteže i usavršavanja osnovnih tehnika. Većina taekwondo praktikanata danas vježba forme Kukkiwon tzv.WTF ili forme Chang-Hon tzv.ITF ( ili kombinaciju ), no dosta je zadržalo "stare" SuBakhDo forme.
Kod forme je značajno 5 elemenata: dijagram-kretanje; stavovi-ravnoteža; snaga; disanje; borilačka tehnika ( obrane-blokovi, udarci ruka-noga, hvatovi ).
Kuk-Ki-taekwondo sadrži osam učeničkih formi za niže pojaseve ( taeguek poomsae; izgovor teguk pumse ) i devet majstorskih forma za crne pojaseve ( yudanja poomsae; izgovor judanđa pumse ). Neki klubovi još podučavaju forme palgwae ( palke ), koje su razvijene u isto vrijeme kad i majstorske forme, ali velika većina klubova koristi novije i modernije forme taeguek ( teguk ).
ITF sadrži 24 forme, po jednu za svaki sat u danu, a razvio ih je general Choi, Hong Hi, osnivač vještine ITF Taekwon-do. Ove su forme starije od forma kukkiwon i još uvijek su vrlo popularne i izvan ITF-a, prakticiraju ih vježbači u klubovima koji se natječu samo po WTF pravilima. Nezavisne škole kao JhoonRhee TaeKwonDo institute modificirali su forme i u glazbene forme.
Iako velika većina koristi forme Kuk-Ki-Won v.WTF ili Chang-Hon v.ITF uz podvarijante ( strare, tvrde i nove "sinusni val" ) neke manje federacije koriste vlastite, interne forme, ili još uvijek koriste forme tangsudo-a i subakdo-a, koje su se koristile u samim začecima taekwondo-a. U razvoju formi postoje promjene, tako su u novije vrijeme popularne kreativne forme, tj. slobodnim stilom uz glazbu. 
Izvođenje forma je danas međunarodni sport, i većina zemalja ima tehničke reprezentacije koje se natječu u izvođenju formi.

### Samoobrana
Dok se sportska borba temelji na natjecanju s pravilima, tehnike samoobrane se koriste u situacijama kada ne postoji dovoljna distanca ili su standardne tehnike taekwondoa (udarci rukama i nogama) nepraktične: napad oružjem, napadi odozada te situacije kad napadač ima kontrolu kroz gušenje ili držanje žrtve.
Samoobrana se sastoji od udaraca rukama, nogama, laktovima, koljenima, zahvata i poluga na rukama i nogama, gušenja, bacanja, itd. Za razliku od ostalih dijelova taekwondoa, samoobrana nije standardizirana i ovisi o instruktoru.

### Lomljenje
Demonstracije lomljenja su provjera snage i preciznosti. Točno plasiranim udarcima, vježbač nastoji slomiti predmete poput dasaka, crijepova, cigala ili bejzbol palica. Demonstracije lomljenja se uglavnom izvode kao dio prezentacija taekwondoa i prilikom polaganja za više pojaseve.

### Borba
Zadnji i po mnogima najvažniji dio taekwondoa je borba. Ovu kategoriju ugrubo možemo podijeliti na dogovorenu borbu (borba na jedan, dva ili tri koraka, te borbene vježbe s ili bez štitnika) i slobodnu borbu (s ili bez štitnika). U borbama taekwondoa koriste se ručne i nožne udaračke tehnike, ali ne i hosinsul bacanja, čišćenja ili gušenja.
Najpopularniji aspekt taekwondoa je zasigurno slobodna borba. U slučaju olimpijske borbe po WTF pravilima, radi se o borbi po pravilima full contacta, sa štitnicima i o međunarodnom sportu koji je predstavljen na olimpijskim igrama. Međunarodna federacija taekwondoa (ITF) ima svoja pravila, s kontroliranim kontaktom, bez štitnika, ali i s većim brojem dozvoljenih tehnika.

## Olimpijski taekwondo
Taekwondo se prvi put pojavljuje kao demonstracijski sport na olimpijskim igrama u Seulu 1988., te ponovo u Barceloni 1992. Od Sydneyja 2000., taekwondo je punopravni dio olimpijskih igara. Olimpijsko natjecanje odnosi se samo na borbu po pravilima WTF-e. Još se naziva "taekwondo klasični način".

### Pravila
Borba po pravilima WTF-a sastoji se od 3 runde od 2 minute, po pravilima potpunog udarca-dodira "full contact". Borba se završava nokautom, predajom, diskvalifikacijom ili prebrojavanjem bodova na kraju meča. U slučaju neriješenog rezultata, održava se dodatna runda po principu "zlatnog boda". Ako je rezultat na kraju dodatne runde još uvijek izjednačen, sudac određuje pobjednika odlukom o superiornosti.
Dozvoljene tehnike su udarci šakom u tijelo, te udarci nogama iznad pojasa (udarci mogu biti i iz okreta). Udarac u torzo šakom vrijedi jedan bod, a nogom vrijedi dva boda. Udarac nogom u glavu vrijedi tri boda, a ako je iz okreta četiri boda (procjena bodovnih sudaca).
Za nedozvoljene radnje dobiva se opomena (kyonggo), dvije opomene predstavljaju negativan bod (gamjeom). U slučaju težih prekršaja, sudac može automatski dodijeliti negativan bod. Četiri negativna boda donose diskvalifikaciju.
Postoje 8 kategorija za odrasle, iste juniori-seniori i deset za kadete, koji se dijele na mlađe i starije; djeca ispod 9 godina natječu se bez udarca u glavu. Na Olimpijskim u Ateni i Londonu su spojene po dvije kategorije. Na 2.World Games Combat Sport probno je izvedeno natjecanje ekipa.

### Oprema
WTF propisuje sljedeću zaštitnu opremu prilikom sportske borbe:
- Štitnik za tijelo ( hogu ); oklop=pancir
- Štitnik za glavu; Safe-T Head, kaciga za glavu
- Štitnike za podlaktice i potkoljenice
- Štitnik za prepone ( genitalije; suspenzor M-Ž
- Štitnik za zube

S ciljem povećanja sigurnosti natjecatelja uvedeni su kao obavezna oprema 
štitnici za rist-navlaka na stopalo-rtist i tanke kožne rukavice za šake.
Od Olimpijade u Londonu koriste se elektronički oklopi s dodiranim davačima-taktilnim senzorima u oklopu, koji radijskim signalom šalju baznoj postajio za sudačkim stolom signal kada je udarac-bod dovoljne snage; davači-senzori su i u elektronskoj navlaci na stoplalo. Dodatno se objektivnost i zanimljivost natjecanja povećava za atraktivne udarce u glavu nogom ili u skoku i letu, s više poena, što ocjenjuju bočni suci.
Verzija sportskog pristupa "ITF" ili slobodni način, koristi od 2.SP v.ITF 1988. poluotvorene rukavice od poliuretana "Safe-T-Hand", navlake na noge "Safe-T-Kick" koje je izvorno stvorio inovator Mike Andersom uz financijsku pomoć Jhoon Gee Rhee.
Sportska borba v.ITF traje 2 runde po 2 minute, dozvoljeni su udarci iznad pojasa osim u leđa i tjeme. Finalne borbe su 3 runde. Dozvoljen je udarac punom snagom nogom, a rukom umjerenom snagom u glavu. Borba se može odvijati na parketu, drvenom podu ili strunjačama za judo 4 cm "tatami". Forme se izvode na eliminaciju po kup sistemu ili bodovanjem savih učesnika. ITF ima natjecanja tzv. test snage "razbijanju dasaka" ( od jelovine ili plastičnih rastavnih na određenu silu ), te specijalne tehnike na dva ili više objekata u prostoru. Hee-Il-Cho uveo je "open taekwondo" v.AIMAA ( tzv. otvoreni taekwondo, 1. OSP 1988. UK ). Budućnost taekwondo frakcija proisteklih iz ITF verzije, je radi razjedinjenosti upitna. Veliki majstori, osnivači stilova su otišli, a nasljednici se bore za neke parcijalne interese. Pokušana je i verzija "PRO TAEKWONDO" u ringu 8x8 metara.

## Vanjske poveznice
- Portal borilačkih vještina  Arhivirana inačica izvorne stranice od 2. veljače 2011. (Wayback Machine)
- Croring Portal Dnevno najnovije informacije iz Taekwondo svijeta

- World Taekwondo Headquarters ( KukKiWon )  Arhivirana inačica izvorne stranice od 1. lipnja 2005. (Wayback Machine)
- The World Taekwondo Federation ( WTF )
- International Taekwondo Federation ( ITF; više frakcija )  Arhivirana inačica izvorne stranice od 29. kolovoza 2005. (Wayback Machine)
- Orthodox TaeKwon-Do Society
- Action International Martial Arts Association ( AIMAA; Hee Il Cho )
- Hrvatski Taekwondo Savez
- Taekwondo  Arhivirana inačica izvorne stranice od 11. travnja 2012. (Wayback Machine) Canada Federation